# マリア・ペレス (陸上選手)
マリア・ペレス（María Pérez García、1996年4月29日 - ）は、スペイン・アンダルシア州グラナダ県オルセ出身の女子陸上競技選手（競歩）。女子35km競歩世界記録保持者。

## 経歴
2018年のヨーロッパ陸上競技選手権大会では女子20km競歩に出場し、大会記録とスペイン記録を更新して金メダルを獲得した。
2021年の東京オリンピックでは、女子20km競歩に出場して4位となった。なお、競歩競技は東京都ではなく北海道札幌市で実施され、男子20km競歩でもスペインのアルバロ・マルティンが4位となっている。
2023年のヨーロッパ競歩チーム選手権では女子35km競歩に出場し、2時間37分15秒の世界記録を樹立して金メダルを獲得した。なお、男子ではアルバロ・マルティンが2冠に輝き、スペインが五輪を含む世界大会史上初の「競歩完全制覇」を成し遂げた。
2024年にフランス・パリで開催されたパリオリンピックでは、女子20km競歩で銀メダルを獲得し、アルバロ・マルティンとのペアで出場した男女混合リレーでは金メダルを獲得した。

## 人物
同性愛者であることを公言している。